# Хориоретинит
 Хориоретинит  — воспаление сосудистой оболочки (тонкого пигментированного сосудистого слоя глаза) и сетчатки глаза. Это форма  заднего увеита. Если воспаляется только сосудистая оболочка и не воспаляется сетчатка, состояние называется  хориоидит . Офтальмологическая цель в лечении этих болезней, потенциально опасных слепотой, — это устранение воспаления и сведение к минимуму потенциального риска терапии для пациента.

## Симптомы
Вспышки, мерцания и летающие «мушки» перед глазами, плавающие чёрные пятна, затуманивание зрения, чувствительность к свету, слёзотечение.

## Причины
Хориоретинит часто является следствием токсоплазмоза и цитомегаловирусной инфекции (в основном наблюдается у таких иммунодефицитных субъектов, как люди со СПИДом или употребляющие иммунодепрессанты). Врожденный токсоплазмоз с помощью трансплацентарной передачи также может привести к осложнениям, например, хориоретинит вместе с гидроцефалией и церебральной кальцификацией. Другими возможными причинами хориоретинита являются сифилис, саркоидоз, туберкулёз, болезнь Бехчета, онхоцеркоз или вирус Западного Нила. Хориоретинит также может возникать в результате предполагаемого синдрома глазного гистоплазмоза (POHS); несмотря на своё название, отношение POHS к гистоплазме является спорным.

## Лечение
Хориоретинит обычно лечится с помощью комбинации кортикостероидов и антибиотиков. При необходимости — специфическое лечение основной причины (СПИДа и т. п.).